# Louis Lancien
Pour les articles homonymes, voir Lancien.
 (mars 2015).
Si vous disposez d'ouvrages ou d'articles de référence ou si vous connaissez des sites web de qualité traitant du thème abordé ici, merci de compléter l'article en donnant les références utiles à sa vérifiabilité et en les liant à la section « Notes et références ».
Louis Lancien, né le 10 décembre 1989, est un pianiste français.

## Biographie
Louis Lancien est né le 10 décembre 1989. Il commence le piano à l’âge de six ans dans la classe de Michael Wladkowski, dans le XVIIIe arrondissement de Paris. En octobre 2000, il rentre en cycle supérieur au C.N.R. d’Angers au sein de la classe de Madame Desmoulins où il obtient deux ans plus tard son prix. En 2002, il rentre à l’École normale de Musique de Paris chez Michael Wladkowski et en avril 2003, il obtient le prix d’excellence au C.N.R. d’Angers.
Louis Lancien réalise une formation complète au CNSM de Paris obtenant son diplôme de formation supérieur 1er nommé en juin 2007, ainsi que le prix d’harmonie dans la classe de Yves Henry. Il poursuit ses études en formation supérieure de musique de chambre dans la classe d’Itamar Golan en 2007 et chez Claire Désert et Amy Flammer en 2008. Cette même année il rentre en Master dans la classe de Brigitte Engerer et remporte parallèlement le prix « Blüthner ». Il obtiendra le diplôme de concertiste en avril 2011 et obtient par la suite son Master en accompagnement.
Reconnu pour son talent il est boursier en 2009 à l’École normale de Musique de Paris en 6ème exécution dans la classe de Michael Wladkowski et par la suite il rentre à l’unanimité en « diplôme de concertiste » obtenant parallèlement la bourse Zaleski pour l’année 2010-2011. Par ailleurs, il est le seul lauréat retenu par la fondation « Banque populaire » (Natexis) en juin 2010.
Dès 2011 il accompagne régulièrement des cours de danses et se familiarise avec l’improvisation. En 2016 il rentre dans l’équipe d’accompagnateurs de l’École de danse de l’Opéra national de Paris puis, en janvier 2020, il devient accompagnateur du ballet de l'Opéra national de Paris.
En 2018, il réalise son premier CD en sonate avec Kristi Gjezi, violon solo à l’orchestre du capitole de Toulouse dans un programme entièrement consacré à Sergueï Prokofiev.
Il a été finaliste de nombreux concours tels que Claude Bonneton, Steinway, Brest, Mayenne ou encore Ettlingen.
Il a été invité aux festivals « Nohant », « Châteauroux », « en Artois », Dinard », « Ars Terra ».
Louis Lancien est un artiste éclectique trouvant son épanouissement dans tous les styles de musique, au gré des humeurs.

## Filmographie
- 2022 : En corps de Cédric Klapisch : le pianiste du ballet